# Ласо, Эстебан
Хуан Эстебан Ласо Эрнандес (исп. Juan Esteban Lazo Hernández; род. 26 февраля 1944) — кубинский государственный и политический деятель. Председатель Государственного совета Кубы с 10 октября 2019 года, Председатель Национальной ассамблеи народной власти Кубы (с 2013).
Заместитель председателя Государственного совета Кубы (1992—2013), член Политбюро ЦК Коммунистической партии Кубы.

## Биография
Родился в 1944 году в городе Ховельянос провинции Матансас в афрокубинской семье.
В юности после победы кубинской революции вступил в Ассоциацию молодых повстанцев (Asociación de Jóvenes Rebeldes), участвовал в кампании по ликвидации неграмотности. В 1961 году присоединился к отрядам Национального революционного ополчения (Milicias Nacionales Revolucionarias), с момента основания комитетов защиты революции был их участником.
В 1963 году вступил в Коммунистическую партию Кубы, начал работать активистом партии в городе, назначен главой городской комиссии по организации первых рабочих бригад механизации. В дальнейшем занимал партийные должности на уровне города и провинции, занимаясь вопросами сельского хозяйства и промышленности. В 1981 году назначен первым партийным секретарём провинции Матансас.
С 1980 года — член ЦК компартии, с 1981 года — депутат Национальной ассамблеи народной власти. С 1986 года занимал должность первого секретаря во второй по величине провинции Сантьяго-де-Куба, с 1994 года — первый секретарь компартии в Гаване.
Был делегатом I, II, III, IV и V съездов компартии. На третьем съезде партии в 1986 году избран членом политбюро центрального комитета (ЦК).
С 1992 года — заместитель председателя Государственного совета Кубы.
В 2006 году глава государства Фидель Кастро после ухудшения здоровья делегировал свои полномочия младшему брату Раулю, а также нескольким государственным деятелям, одним из которых стал Эстебан Ласо (назначен координатором образовательной программы).
24 февраля 2013 года избран председателем Национальной ассамблеи народной власти, сменив на этом посту Рикардо Аларкона.
10 октября 2019 года стал председателем Государственного совета Кубы, сменив на этом посту Мигеля Диаса-Канеля, ставшего президентом Кубы.

## Награды
- Орден Хо Ши Мина (2023 год, Вьетнам)[5].
- Орден Дружбы (4 мая 2022 года, Россия) — за большой вклад в укрепление дружбы, сотрудничества и взаимопонимания между народами[6].